# 15378 Artin
15378 Artin è un asteroide della fascia principale. Scoperto nel 1997, presenta un'orbita caratterizzata da un semiasse maggiore pari a 2,5337111 UA e da un'eccentricità di 0,1853980, inclinata di 4,74416° rispetto all'eclittica.